# فرشته با تاجی از خار

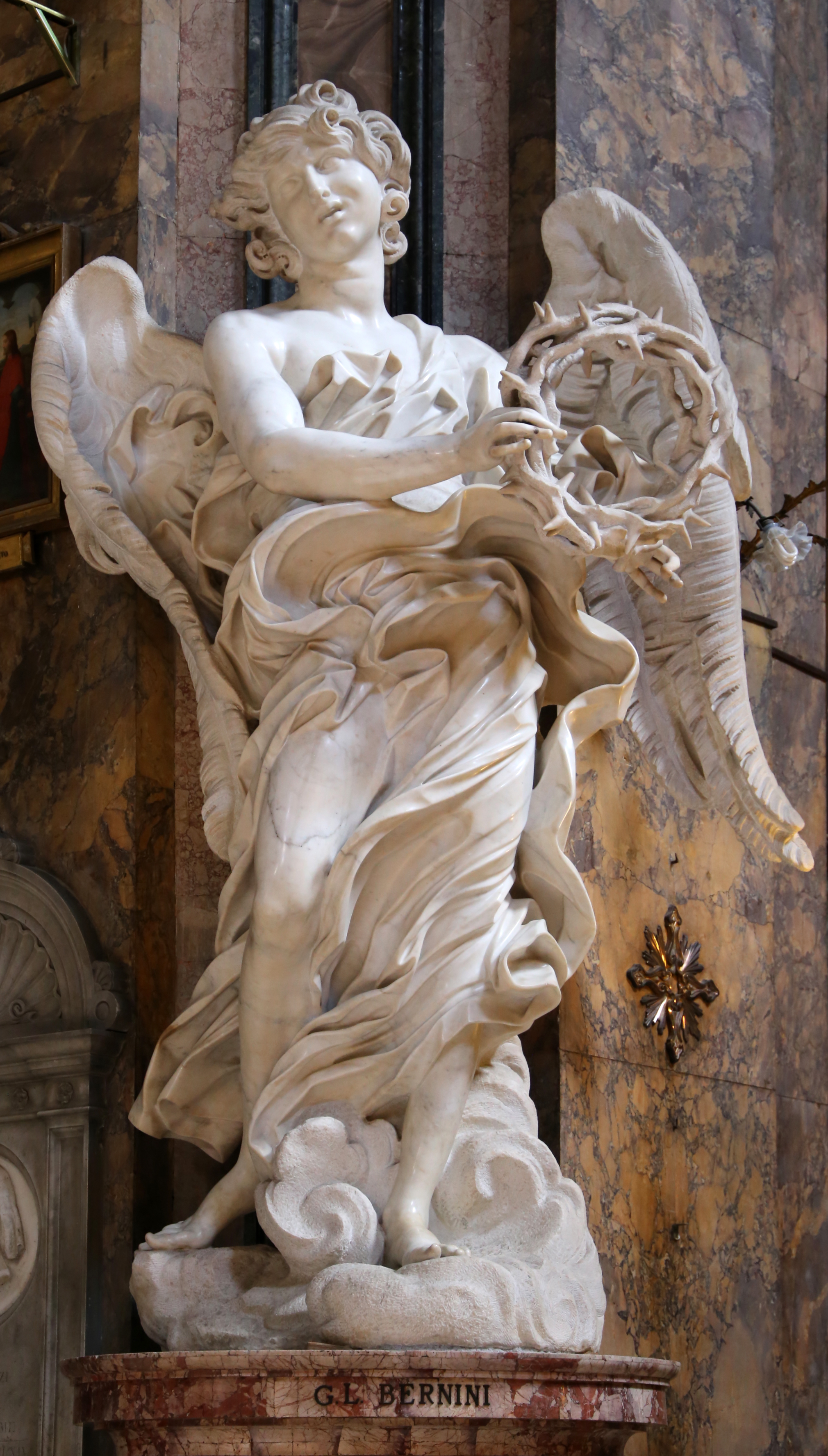
مجسمهٔ «فرشته با تاجی از خار» از مرمر ساخته شده‌است

فرشته با تاجی از خار (به ایتالیایی: Angelo con la Corona di Spine) نام پیکره‌ای از آثار جیان لورنزو برنینی است که آن را به‌سفارش پاپ کلمنت ۹ام ساخته‌بود. برنینی ساخت این اثر را در سال ۱۶۶۷ آغاز کرد و در سال ۱۶۶۹ به‌پایان رساند.